# Епархия Кошице (грекокатолическая)
Епархия Кошице (лат. Eparchia Cassaviensis) — епархия Словацкая грекокатолическая церковь c центром в городе Кошице, Словакия. Епархия Кошице входит в митрополию Прешова. Кафедральным собором епархии Кошице является собор Рождества Пресвятой Девы Марии в Кошице.

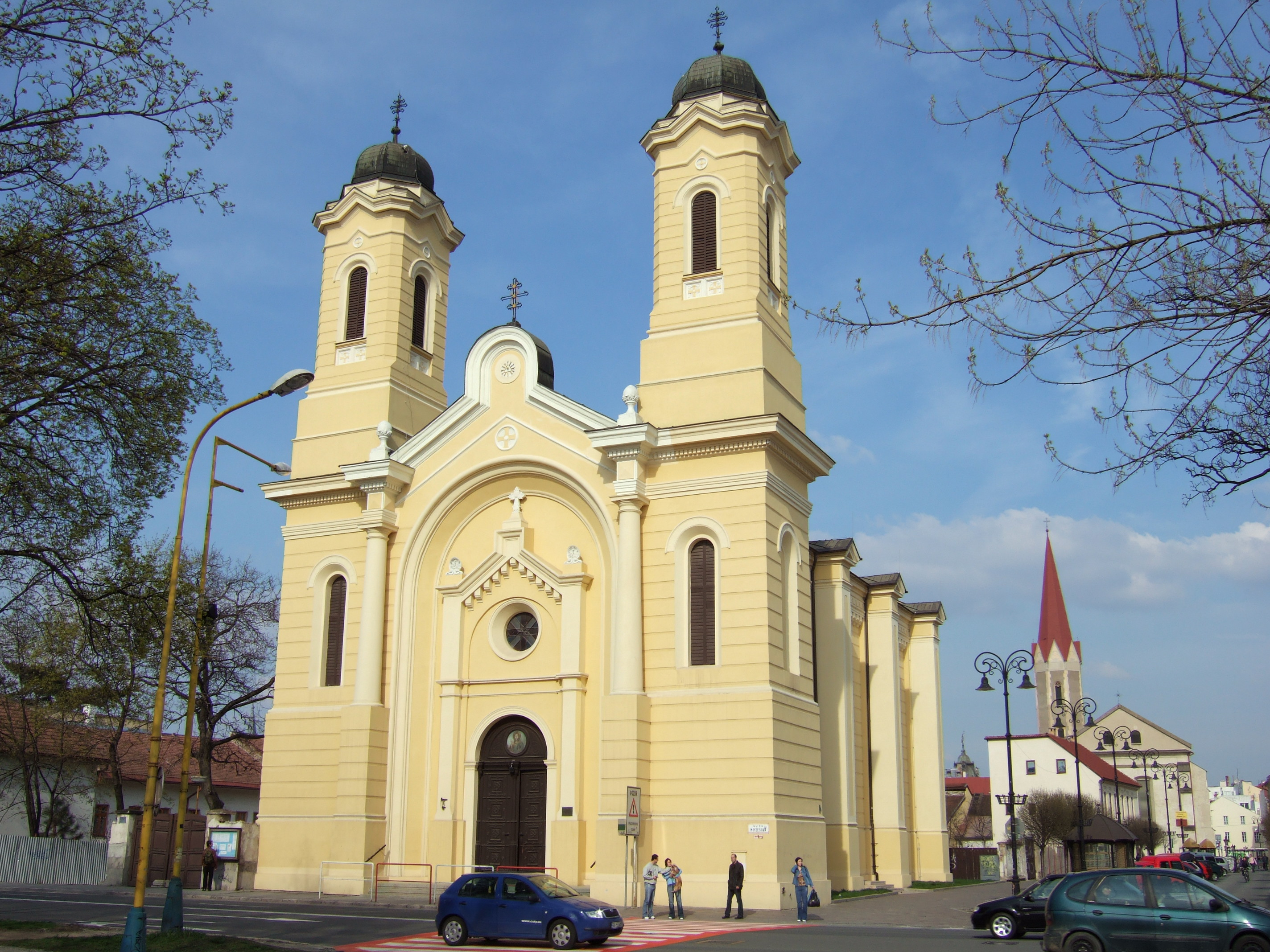
Собор Рождества Пресвятой Девы Марии

.

## История
27 января 1997 года Святой Престол учредил Апостольский Экзархат Кошице, выделив его из епархии Прешова (сегодня — Архиепархия Прешова).
30 января 2008 года Римский папа Бенедикт XVI преобразовал Апостольский Экзархат Кошице в епархию.

## Ординарии епархии
- епископ Милан Хаутур — (27.01.1997 — по настоящее время);
  - Кирилл Василь, S.I. — (20 января 2020 — по настоящее время, апостольский администратор sede plena).

## Источник
- Annuario Pontificio, Libreria Editrice Vaticana, Città del Vaticano, 2003, ISBN 88-209-7422-3